# Битинцка
Битинцка или Битинско (на албански: Bitinckë или Bitincka) е село в Албания, в община Девол, област Корча.

## География
Битинско е разположено в областта Девол на около 2 километра северно от град Билища, източно от пътя Билища-Корча и на няколко километра западно от албано-гръцката граница, в най-западните разклонения на планината Корбец над река Девол.

## История
Селото се споменава в османски дефтер от 1530 година като Битинчка с 2 мюсюлмански ханета, 52 християнски ханета, 23 ергени християни и 3 вдовици християнки.
На Етнографската карта на Битолския вилает на Картографския институт в София от 1901 година Битинцка е чисто албанско мюсюлманско село в Корчанската каза на Корчанския санджак със 160 къщи.
До 2015 година селото е част от община Център Билища.